# Rhodophiala montana
Rhodophiala  montana,  es una especie  de planta herbácea perenne, geófita, bulbosa, endémica de Chile.

## Descripción
Es una planta bulbosa y perennifolia que tiene las flores amarillas y se produce en la Cordillera de los Andes de Chile y Argentina desde la zona central de Chile hasta Argentina (Neuquén), Encontrándose ejemplares en el Área Natural Protegida Epu Lauquen  hasta las cercanías del Volcán Tromen.  Una de las características de identificación de esta especie es la disposición horizontal de sus flores.
http://keesjan.smugmug.com/Botanical-trips/North-and-South-America/Patagonia-January-2010/11382572_CsdFLn#!i=803889988&k=MRKS2zB
http://keesjan.smugmug.com/Botanical-trips/North-and-South-America/Patagonia-January-2010/11382572_CsdFLn#!i=803552736&k=sx3PHw3

## Taxonomía
Rhodophiala  montana fue descrita por (Phil.) Traub y publicado en  Plant Life 9: 60, en el año 1953.
Sinonimia
- Habranthus montanus Phil., Anales Univ. Chile 43: 66. 1873. basónimo
- Amaryllis montana (Phil.) Traub & Uphof, Herbertia 5: 123. 1938, nom. illeg.
- Hippeastrum montanum (Phil.) Baker, J. Bot. 16: 84. 1878.
- Myostemma montana (Phil.) Ravenna, Bot. Australis 2: 14. 2003.[4]